# 2020-as bejrúti robbanások

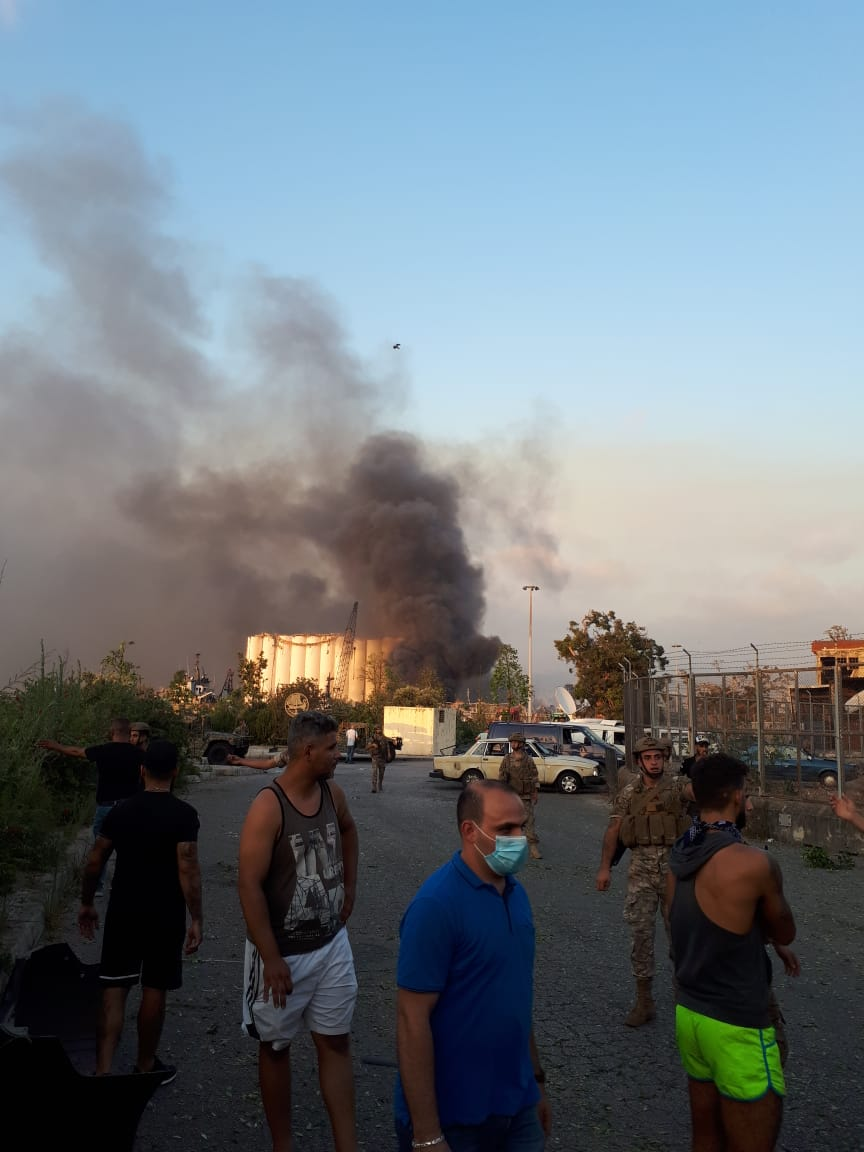
Raktártűz a második, hatalmas pusztítást okozó detonáció előtt

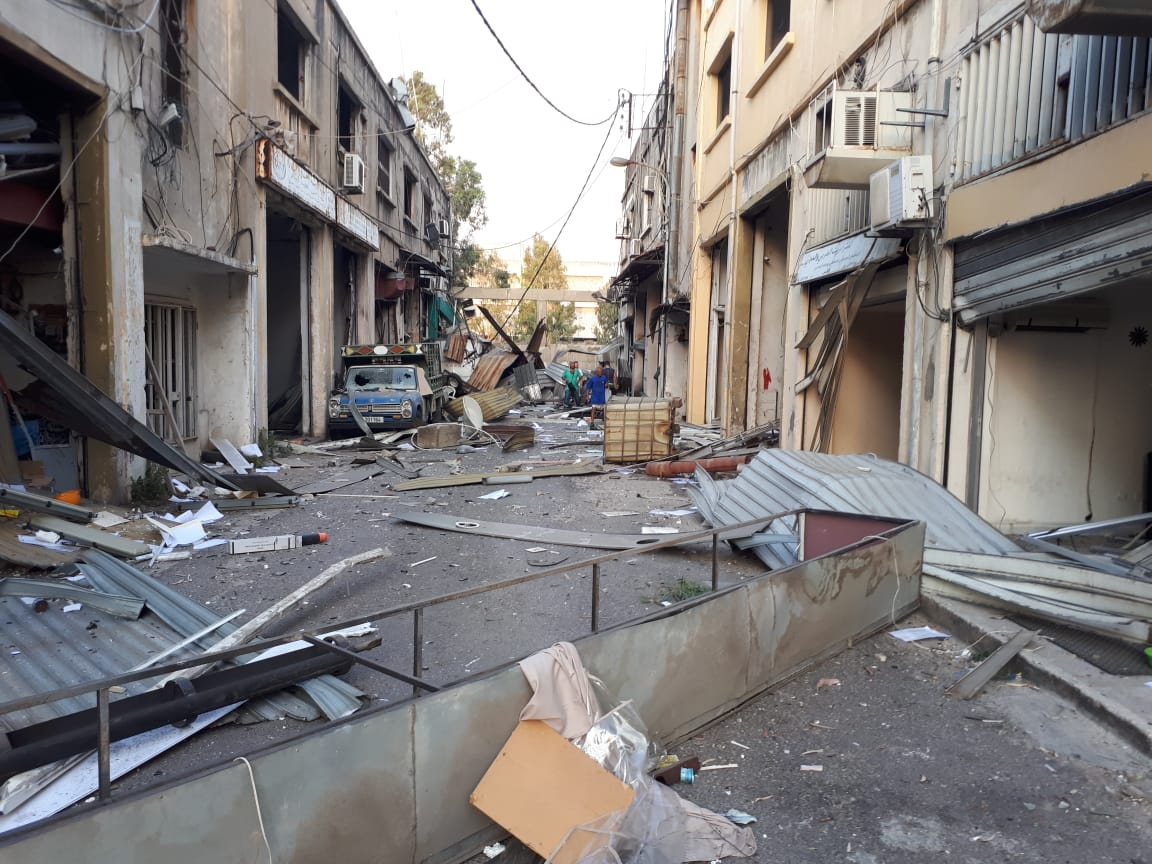
Belvárosi utcakép a robbanás után

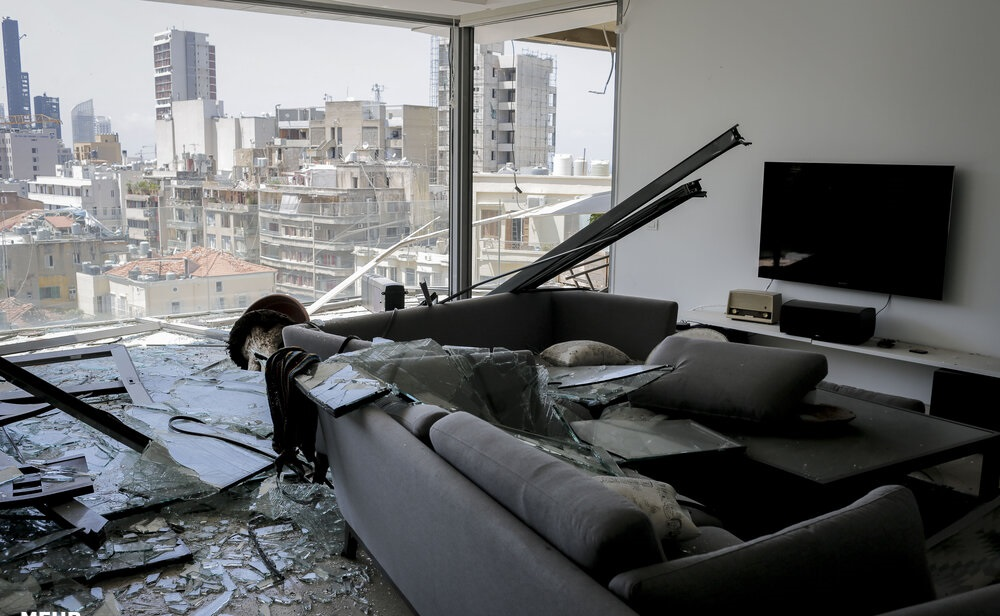
Egy bejrúti lakóház szobájában keletkezett károk

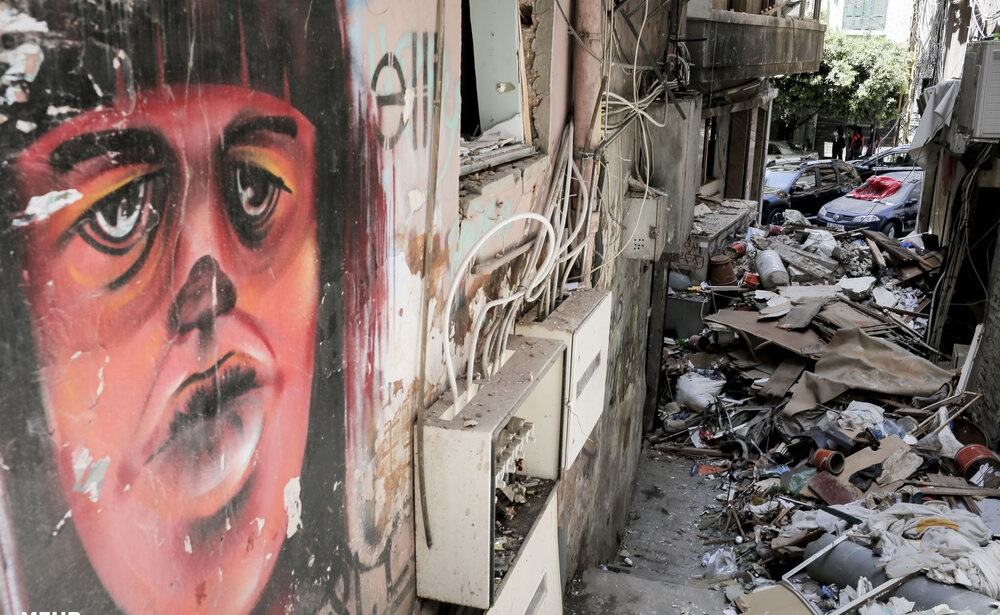
Egyike a robbanástól legsúlyosabban érintett utcáknak

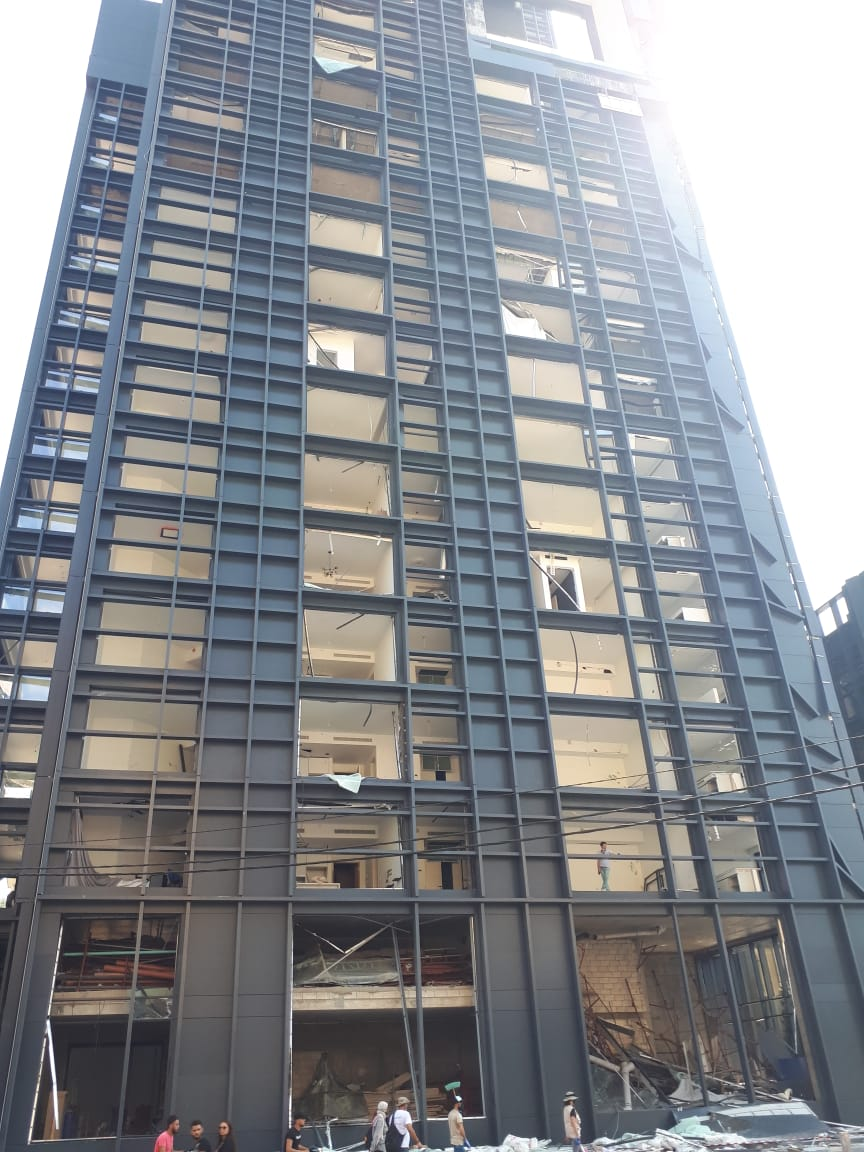
A robbanás által megrongált toronyház

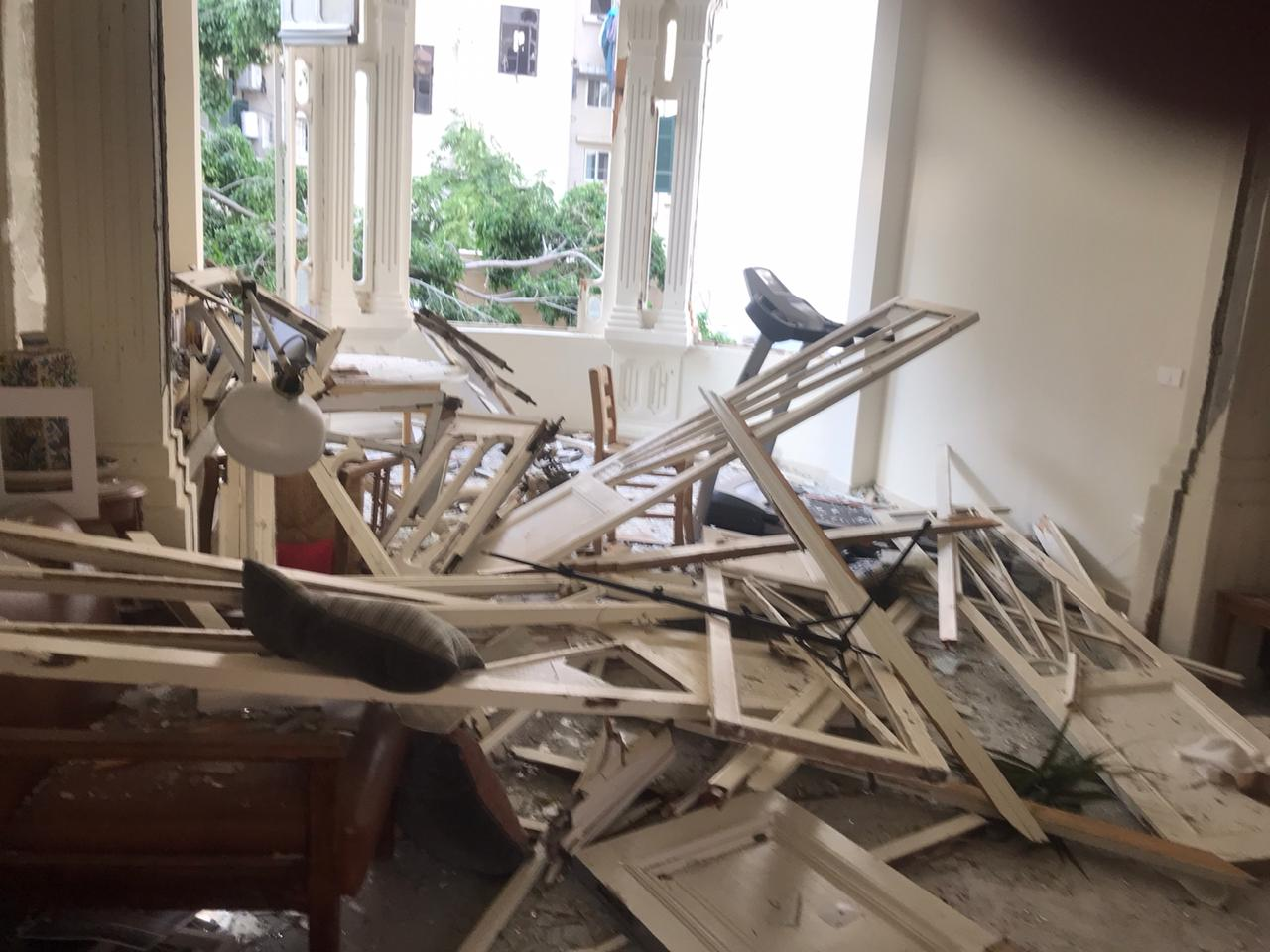
A robbanás következtében megrongálódott apartman

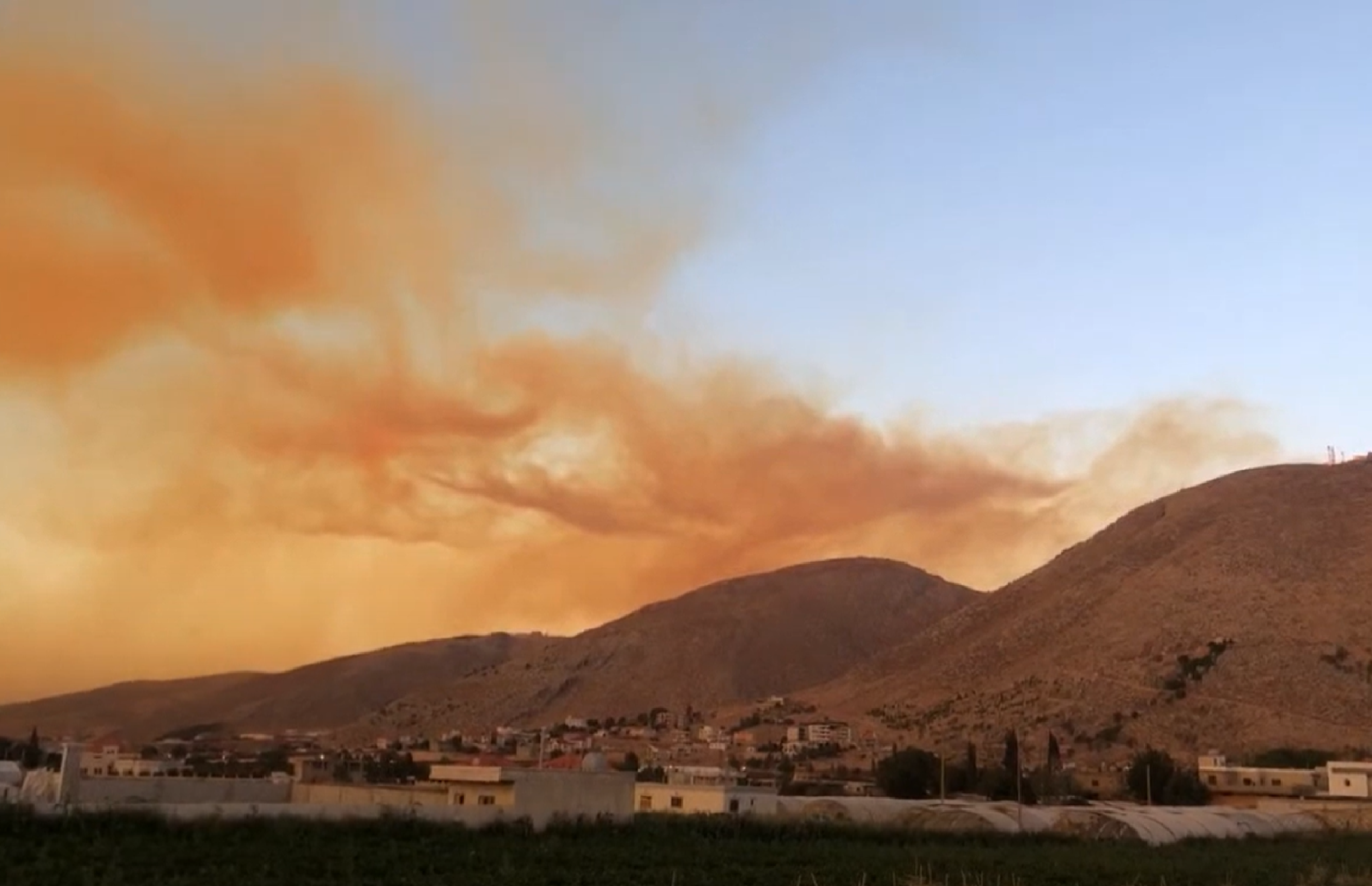
A robbanást követően az ország nagy területén észleltek vörös füstfelhőket

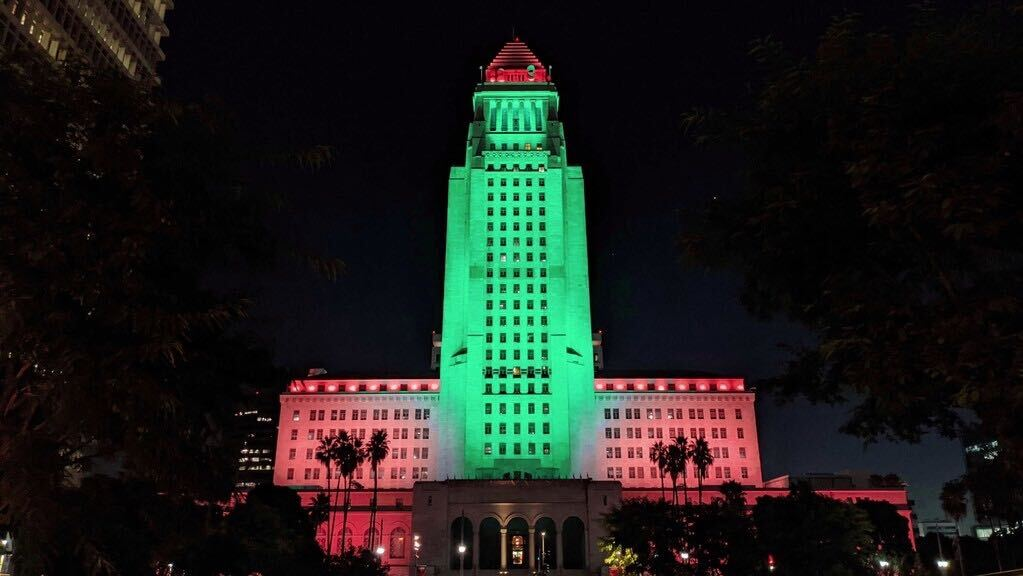
Los Angelesben megvilágított épület a bejrúti katasztrófa áldozataiért

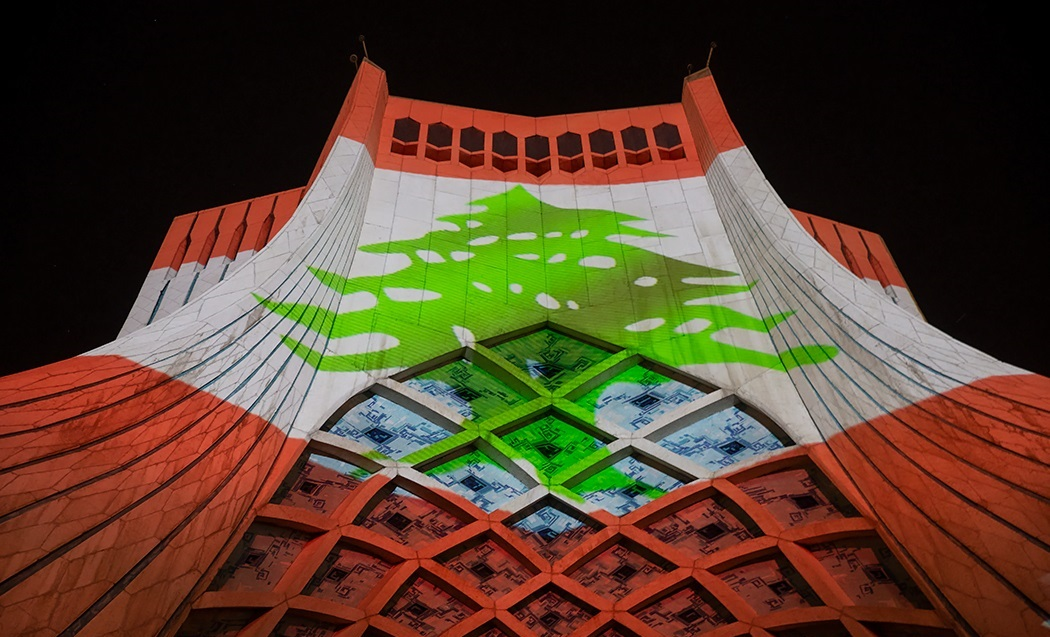
A teheráni Azadi torony libanoni nemzeti színekkel megvilágítva, kifejezve a város iránti együttérzést

2020. augusztus 4-én este, helyi idő szerint 18:08-kor egy extrém erős robbanás történt Libanon fővárosában, Bejrútban. A bejrúti kikötőben történt robbanás hatására – melyet heves tűz előzött meg – 200 ember meghalt, 80 eltűnt, és 6000 ember megsebesült. Marwan Abboud, Bejrút kormányzója szerint mintegy 300 000 ember otthonát semmisítette meg a robbanássorozat. A libanoni kormány kéthetes szükségállapotot hirdetett, Bejrútot katasztrófa sújtotta várossá nyilvánították.
A detonációkor legalább 2750 tonna ammónium-nitrát robbant fel, melynek robbanóereje 1,1 kilotonna TNT erejével egyezik meg. A robbanásra az elhagyott MV Rhosus hajóról lefoglalt és egy raktárépületben hat évig megfelelő biztonsági felügyelet nélkül hagyott ammónium-nitrát (amit alapvetően műtrágya alapanyagként használnak) miatt került sor. Annak ellenére, hogy a rengések nem feltétlenül a földet érték, a United States Geological Survey még így is 3,3-es erősségűnek mérte a detonáció következtében kialakult földrengést. A kikötőben a tüzet másnap, augusztus 5-én délelőtt sikerült eloltani.
Libanonban 2019 óta feszült volt a helyzet, a lakosság 2020 nyaráig már számos tüntetésen követelte a kormány lemondását. A kikötőben történt baleset tovább fokozta az indulatokat, és zavargásokat szült Bejrútban, mert az emberek a korrupciót és az állam vezetőit tartották felelősnek azért a hanyagságért, amely elvezetett a tragédiához. A kormány a zavargások és a már elkerülhetetlenné vált gazdasági összeomlás hatására végül lemondott.
A katasztrófa több országot is arra ösztönzött, hogy leellenőrizzék azokat a helyeket saját területükön, ahol szintén tárolnak ammónium-nitrátot, és felderítsék az esetleges szabálytalanságokat. A bejrúti szerencsétlenség hatására járt el így India, Jemen, Irak, Ausztrália, az Egyesült Királyság és Románia is.
A rendelkezésre álló dokumentumok alapján egyértelmű, hogy a katasztrófához a politikai fejetlenség, a hanyagság, korrupció és a megfelelő hatósági, valamint szakértői ellenőrzések teljes hiánya vezetett, amelynek oka Libanon vallási alapú megosztottsága. Ha ezeken felül bármi más oka is van a robbanásnak, azt a már említett megosztottság miatt nagyon nehéz lesz kideríteni.

## Ammónium-nitrát a kikötőben
Az utólagos vizsgálatok felderítették, hogy a robbanást előidéző ammónium-nitrátot már 2013 novembere óta tárolták szabálytalanul a kikötőben. A szállítmányt Batumiból hozta a Rhosus nevű orosz tulajdonban álló teherhajó. Az ammónium-nitrátot egy robbanószereket gyártó cégnek szánták Mozambikba. A jelek szerint a szállítást végző cég adósságokkal küszködött, ezért többletbevétel reményében nehéz gépeket is a fedélzetre kívánt venni Libanonban, amitől viszont a rakomány túlsúlyos lett, melynek csökkentése érdekében leszállították az ammónium-nitrátot és a kikötői raktárakban helyezték el. A szakszerűtlen és hanyag tárolás körülményeit jól mutatja, hogy az ammónium-nitrátokat egyszerűen behányták az épületbe és nem lehetett ellenőrizni, hogy hiánytalanul megvan-e az összes zsák. Ezenkívül a raktárban pirotechnikai eszközök (tűzijátékrakéták) voltak a zsákok mellé elhelyezve.
Az orosz cég nem fizette a kikötői díjat, ami miatt a libanoni hatóságot lefoglalták a Rhosust. A hajó öt évig vesztegelt a dokkokban és 2018-ban megfeneklett. Rajta kívül a Rhosusnak volt még egy ciprusi görög tulajdonosa is, Haralamposz Manoli, akinek kiléte több mint két héttel a katasztrófa bekövetkezte után derült csak ki. Manolit üzleti kapcsolatok fűzik a libanoni Hezbollahhoz is, ezért feltételezik, hogy a hajó nem véletlenül kötött ki Bejrútban, igaz, Manoli azt állítja, hogy a hajó már 2012-ben kikerült a tulajdoni jogköréből.
A raktárban tárolt anyagokat 2015 októberében a libanoni hadsereg is megvizsgálta, s a vámhivataltól kérte a bevizsgálását, mivel a rakomány nitrogénkoncentrációja meghaladta a 34%-ot, ami a megengedett határérték több mint háromszorosa volt. Javasolták, hogy a fizetésképtelen orosz cég költségén szállíttassák el az ammónium-nitrátot, vagy pedig a Lebanese Explosives robbanószer-gyártó cégnek kéne felvásárolni. Utóbbi viszont elutasította ezt a lehetőséget, mondván, nincs információ az áru eredetéről és szavatosságáról.
Időközben a raktárépület is romos, használhatatlan állapotba került, az egyik bejáratát fel is feszítették, tehát bárki hozzáférhetett a veszélyes anyagokhoz. Ráadásul pont augusztus 4-én hegesztették a korábban felfeszített fémajtót, azonban az nem világos, hogy a robbanáshoz köze volt-e ennek a munkálatnak.

## A robbanás fizikája és körülményei
Az ammónium-nitrát önmagában nem robbanékony és nem is gyúlékony, azonban hosszabb tárolás alatt öngyulladás következhet be, illetve megfelelő anyaggal keverve robbanóanyaggá alakítható. Az iparban 6% gázolaj hozzákeverésével robbanóanyagként használják. Az ammónium-nitrát robbanóereje nagyjából a TNT 40%-os hatékonyságának felel meg.
A nagyobb robbanást heves tűz, egyes jelentések szerint tűzijáték-szerű füst és kisebb mértékű robbanások előzték meg. A tűzoltóságot is először csak tűzhöz riasztották. A vizsgálatok szerint először azok a tűzijátékrakéták robbantak fel, amiket az ammónium-nitrátos zsákok mellett tároltak. Ettől következett be a második, gigantikus méretű detonáció, ami a városban is hatalmas pusztítást okozott.
A nagyobb robbanáskor egy nyomáshullám keletkezett, aminek következtében a környező épületek összedőltek. A nyomáshullám terjedési sebessége valamivel kisebb volt, mint a hang terjedési sebessége, így a robbanást hallani lehetett nem sokkal a nyomáshullám odaérkezése előtt. Egyes szemtanúk gomba alakú felhőt láttak, amiből atomrobbanásra gyanakodtak, de ez téves következtetés volt. Az ablakok még 2 km-es távolságban is betörtek. Sok ember sérüléseit a szétrepülő üvegszilánkok okozták. Szakértők szerint a személyi sérülések elkerülésére legalább 15 km távolságra kellett lenni a robbanástól. A robbanás nyomáshulláma még több száz kilométer távolságra, Cipruson is hallható és érezhető volt.
A robbanás helye egy raktárépület volt a bejrúti kikötő gabona silói közelében. A robbanás egy 140–200 m átmérőjű, körülbelül 43 méter mély krátert vágott a földbe a raktárépület helyén, amely aztán tengervízzel töltődött fel. A 48 m magas és mintegy ötvenéves gabonatároló ugyanakkor a lökéshullám egy részét felfogta, így lényegét tekintve megvédte a várost attól, hogy a károk még nagyobbak legyenek.
A robbanás sötétvörös színéből arra lehet következtetni, hogy az égés nem volt tökéletes, ami arra utal, hogy nem katonai robbanóanyagról van szó, azoknál ugyanis a robbanóanyag égése közel tökéletes, a keletkező füst ezért többnyire világosszürke vagy fehér. Az ammónium-nitrátról jól ismert, hogy robbanásszerű égése kisebb mennyiségben narancsszínű, nagyobb mennyiségben sötétvörös füsttel jár.
A bejrúti kikötő a város központjában helyezkedik el, sok ezren laktak a tengerpart mentén épült lakóházakban, amik a robbanás középpontjától számított 1,5 km sugarú körön belül voltak. A robbanás közvetlen környezetében öt kórház is található, amik épületeire szintén hatással volt a robbanás.
A kikötőn belül 15 000 tonna gabona semmisült meg, amiket az ottani silókban tároltak.

## A tragédia következményei

### Károk
A kikötő egyik dokkjában horgonyzott a Orient Queen nevű, libanoni tulajdonban álló, bahamai zászló alatt hajózó, 121 méter hosszú és 7400 tonna tömegű óceánjáró is a robbanás idején. A detonáció súlyosan megrongálta a hajótestet, s a beömlő víz miatt a hajó szinte teljesen elsüllyedt. A legénységből ketten életüket vesztették, heten megsérültek.
A robbanás Bejrútban építészeti műemlékeket és múzeumokat is súlyosan megrongált. Egy-egy műemlék épületet teljes egészében megsemmisített, ami pótolhatatlan veszteség a város számára. A 18. században épült Sursock palotában is az összes kétszáz éves üvegablakot betörte a robbanás keltette lökéshullám. A palotában berendezett múzeum tárgyai is komoly károkat szenvedtek, körülbelül 20-30 műtárgy károsodott az üvegrepeszek miatt. A libanoni nemzeti múzeum megmenekült a nagyobb károktól, az épületében csak a külső homlokzat sérült, az ott található ókori, főníciai, római és görög szobrok nem sérültek meg. Abbasz Mortada kulturális miniszter szerint a megrongálódott műemlékek és műtárgyak restaurálása több száz millió dollárba fog kerülni.
Az eddig végzett felmérések szerint 601 történelmi épület szenvedett súlyos károkat Bejrútban. Ezek közül 70 különösen veszélyes állapotba került és mihamarabbi beavatkozás nélkül összeomolhatnak. Mortada kijelentette, hogy mindent megtesznek Bejrút építészeti műemlékeinek helyreállításáért, továbbá felszólította az ingatlanfejlesztőket, hogy ne vegyék meg a kulturális örökség részét képező épületeket.
Mialatt a városnak a koronavírus járvánnyal is meg kell birkóznia és a sebesültek száma rövidesen már meghaladta a hatezer főt, a hatóságok kénytelenek voltak több városi kórházat is bezárni. Ennek oka szintén a robbanás okozta komoly károk voltak, amelyek a kórházak épületét sem kímélték. Az ENSZ Humanitárius Ügyek Koordinációs Irodája szerint 12 kisebb kórház és 3 főkórház épülete rongálódott meg súlyosan Bejrútban. 55 elsődleges egészségügyi intézménynek kevesebb mint a fele képes teljes kapacitással dolgozni. Várható ugyanakkor, hogy a robbanás okozta zűrzavarban növekedni fog a koronavírussal fertőzöttek száma, s megemelkedik a még üzemképes kórházak terheltsége. Ráadásul a megsérült kórházakból nem lehet áthelyezni a járvány miatt betegeket más intézményekbe a megemelkedett fertőzésveszély miatt.

### Zavargások és politikai nyugtalanság
Az állami vezetőket, Hasszán Diábot és Misel Áúnt a biztonsági hivatalok már július második felében, két héttel a robbanás előtt figyelmeztették, hogy a kikötőben nem megfelelő körülmények között tárolnak ammónium-nitrátot, amelynek berobbanása beláthatatlan következményekkel járhat a városra nézve. Sőt az utólagos vizsgálatok során az is kiderült, hogy egy bírósági vegyianyag-szakértő 2014-ben is megállapította, hogy az anyag már most súlyosan robbanásveszélyes. A raktárban elhelyezett 2750 zsákból 1900 szétnyílt állapotban volt és a kiömlő anyag helyenként elszíneződött a bomlás következtében.
A vizsgálatot a veszélyes anyagok ügyében már 2020 januárjában megkezdték és a vizsgálat megállapította, hogy az ammónium-nitrátot biztonságos helyre kell elhelyezni. Mindennek nemzetbiztonsági érdeke volt, ugyanis az anyagot akár terroristák is eltulajdoníthatták volna, akik robbantásos merényletekhez használnák fel a veszélyes anyagot. Közismert, hogy Anders Breivik norvég terrorista a 2011-es Oslóban elkövetett robbantásos merényleteknél ammónium-nitrát és gázolaj keverékéből előállított anyagot használt a pokolgépeihez. Ebből a szerből Libanonban és Szíriában is elég nagy a kereslet, mert terrortámadásokhoz használt házi barkácsbombákhoz használják robbanóanyagként.
Áún megerősítette már a robbanást követően, hogy tudomása volt a kikötői raktárban szabálytalanul tárolt ammónium-nitrátról és a legfelsőbb biztonsági tanácsot utasította, hogy helyezzék biztonságba az anyagot, ennek megfelelően jelenleg is azt hangoztatja, hogy nem felelős a katasztrófáért.
A robbanást követő napokban kormányellenes tüntetések robbantak ki Bejrútban. A demonstrációk már 2019 óta állandóak az országban és mind a kormány lemondását követelték. Az augusztus 4-én bekövetkezett robbanás csak újabb olaj volt a tűzre, mert a lakosság szerint a kormány alkalmatlan, a vezetők és tisztviselők korruptak. A libanoni kormányra jellemző volt már régóta a vallási alapú megosztottság, így a kikötői vezetők is a muzulmán és keresztény pártok között oszlottak meg, és szöges ellentétben álltak egymással. Ebben a szektaszerű közegben az érintett hatóságok egyik-másik illetékesnek küldték a jelentéseket, attól függően, hogy melyik párthoz tartozott. A kikötő vezető vámtisztjét, Joseph Skaffot, aki szintén már 2014-ben figyelmeztetett a veszélyes anyagokra, 2017-ben holtan találták. Skaff fia szerint apja gyilkosság áldozata lett, aminek a kikötőben uralkodó politikai anarchia és viszálykodás az oka.
A helyzetet korábban is élezte a koronavírus világjárvány, ami már így hatalmas visszaesést okozott Libanon gazdaságának. Elemzők szerint a robbanás okozta károk a GDP 14%-át is meghaladhatják, s az ország gazdasága akár 24%-ot is eshet az Institute of International Finance előrejelzése szerint. Emiatt a kormány már a robbanást követő napokban 10 milliárd dolláros segélyért fordult a Nemzetközi Valutaalaphoz.
Augusztus 8-án a tüntetések zavargásokba csaptak át. A tömegek élére nyugdíjas katonatisztek álltak, akik vezetésével az emberek támadást intéztek több kormányépület, így a belügyminisztérium ellen. Utóbbit el is foglalták és főhadiszállásukká nyilvánították, jelezve, hogy forradalmat akarnak kirobbantani az országban. Mozgalmuknak az Ítélet napja nevet adták.
A rendőrség és a libanoni biztonsági erők összecsaptak a demonstrálókkal, s gumilövedékkel tüzeltek rájuk. Meg nem erősített hírek szerint azonban éles lőszerrel is lőttek már Bejrút utcáin. Az összecsapásokban néhányan meghaltak, vagy 130-an megsebesültek.
Hasszan Diab libanoni kormányfő már javaslatot tett előrehozott választások kiírására, de a tüntetők a kormány azonnali távozását követelték. Az augusztus 10-én megtartott kabinetülés után bejelentették a kormány lemondását.
Mindezek ellenére a vallási megosztottság most is megmaradt a libanoni vezetésben, sőt a katasztrófa okait kutató vizsgálatoknál továbbra is egymásra mutogatnak a muzulmán és keresztény politikusok.

### A tragédia hatásai napjainkban
Két évvel a történtek után a kikötői gabonasiló, amely súlyosan megrongálódott a robbanáskor, 2022. július 31-én robbanásszerű robaj kíséretében összedőlt, mely hatalmas por- és füstfelhővel is járt. A hónap folyamán a romok között tűz is volt, amelyet vélhetően a törmelék alatt maradt gabona gyulladása okozott a nyári hőség következtében. A lángokat a tűzoltók nem tudták megfékezni.

## Kulturális és egyéb vonatkozások
Az esemény egyik ikonikus pillanata volt, amely számtalan helyen fel is tűnt a világsajtóban és az interneten, amikor a robbanás épp megzavarja egy Iszra Szeblani nevű libanoni nő esküvőjét. Szeblani foglalkozását tekintve orvos, fizikus és endokrinológus. Épp a katasztrófa napján volt a menyegzője a libanoni üzletember Ahmad Szubejhhel. Szeblaniról hagyományos menyasszonyi ruhában épp videó- és fényképfelvételeket készültek, amikor egyszer csak hangos morajlásra lett mindenki figyelmes, majd hirtelen az utcában található épületek összes ablaka recsegve-ropogva betört az érkező hatalmas lökéshullámtól. Ez a helyszínen levők legtöbbjét kis híján elsodorta, majd Szeblani és vőlegénye a többiekkel együtt sokkos állapotban elmenekültek a helyszínről, lévén nem tudták mi történt valójában.
Nemcsak Szeblani és Szubejh voltak az egyetlen pár, akik pont aznap kötötték esküvőjüket és jártak hasonlóképpen. Ugyanúgy ezekről a balszerencsés esetekről is készült videó vagy fénykép, amelyek aztán bejárták a világot.